# Bonifácio José Tamm de Andrada
Bonifácio José Tamm de Andrada (Barbacena, 14 maggio 1930 – Belo Horizonte, 5 gennaio 2021) è stato un politico brasiliano.

## Biografia
Nacque a Barbacena nel 1930, da José Bonifácio Lafayette de Andrada (1904-1986) e Vera Raymunda Tamm. Crebbe in un contesto familiare politico: il padre fu sindaco della sua città natìa e deputato statale, ed il fratello José (1935-2008) era anch'esso un politico. Si diceva che fosse un discendente dello statista José Bonifácio de Andrada e Silva, fratello del bisnonno Martim Francisco Ribeiro de Andrada.
È morto nel gennaio del 2021, per complicazioni da COVID-19.